# Titus Popovici

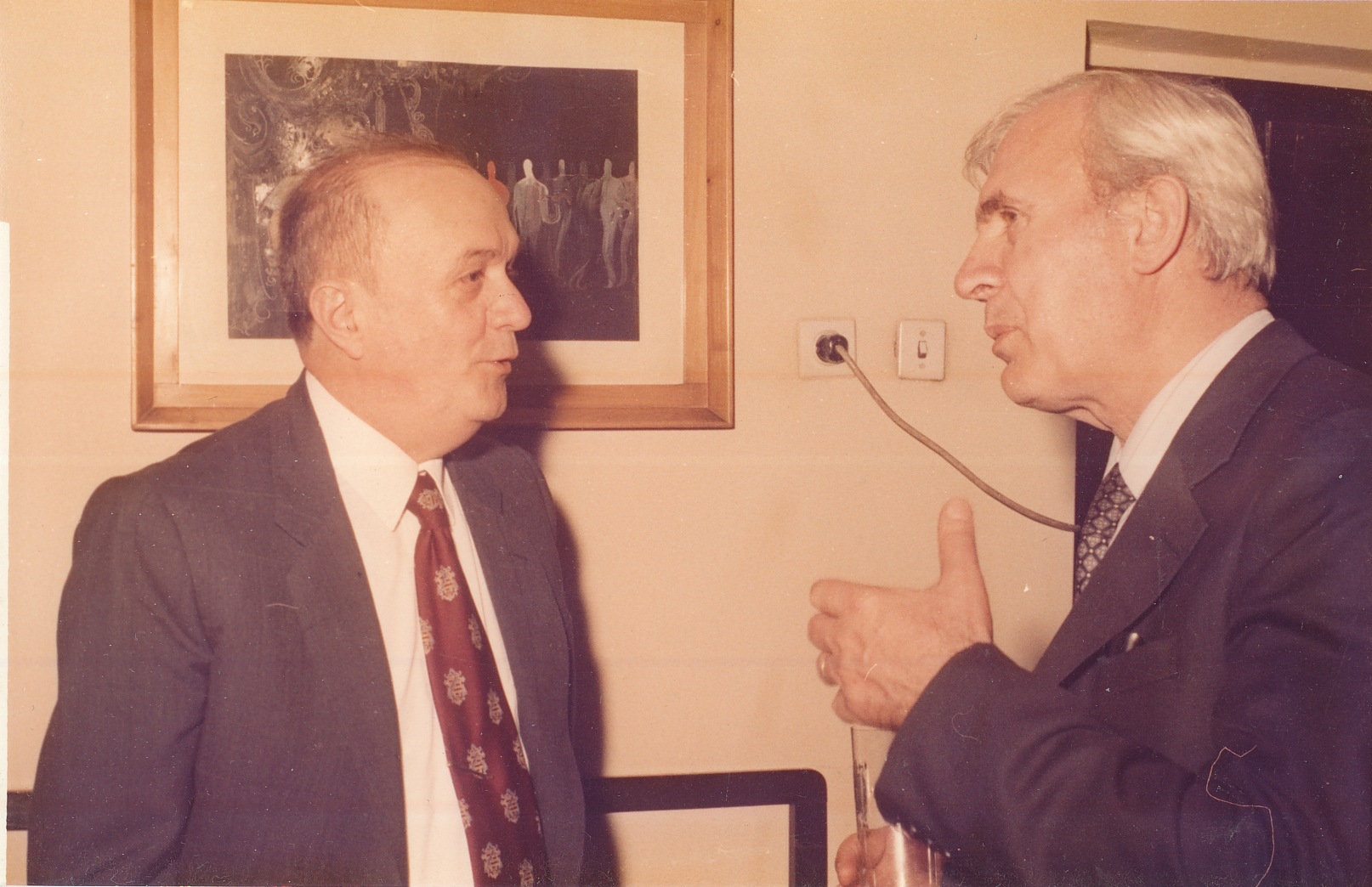
Ion Brad și Titus Popovici

Titus Popovici, născut Titus Viorel Popovici, (n. 16 mai 1930, Oradea, România – d. 30 noiembrie 1994, Tulcea, România) a fost membru de partid din 1960 , scriitor și scenarist român, membru corespondent al Academiei Române, membru în CC al PCR .
A absolvit Universitatea din București. Debutează în proză cu volumul Povestiri și cu romanul Străinul în 1955. Din 1957 devine scenarist, odată cu adaptarea pentru ecran a nuvelei „Moara cu noroc” a lui Ioan Slavici. Titus Popovici a fost considerat unul dintre cei mai importanți scenariști români din perioada anilor 1960-1970. Colaborează constant cu regizori de renume, precum Liviu Ciulei, Andrei Blaier, Manole Marcus, Sergiu Nicolaescu ș.a.
La 1 martie 1974 este ales membru corespondent al Academiei Române, apoi a făcut parte din conducerea Uniunii Scriitorilor, a fost membru al C.C. al P.C.R. și deputat de Bihor (de Beiuș) în Marea Adunare Națională. După moartea sa, în urma unui accident de automobil, lângă Tulcea, s-a vehiculat ideea că a fost eliminat dat fiind faptul că știa prea multe despre nomenclatura comunistă, mare parte din aceasta din urmă în viață și activă, din umbră și nu numai, în acei primi ani de după 1989. Din anul 2002, o stradă din Oradea îi poartă numele.

## Distincții
- Ordinul Muncii clasa a III-a (12 august 1959) „pentru activitate rodnică în dezvoltarea științei și culturii din Republica Populară Romînă”[6]
- Ordinul „Tudor Vladimirescu” clasa a V-a (30 aprilie 1966) „cu prilejul celei de-a 45-a aniversări de la înființarea Partidului Partidului Comunist din România, pentru merite deosebite în opera de construire a socialismului”[7]
- Ordinul „Steaua Republicii Socialiste România” clasa a III-a (4 mai 1971) „cu prilejul aniversării a 50 de ani de la constituirea Partidului Comunist Român, [...] pentru merite deosebite în opera de construire a socialismului”[8]
- Ordinul „Meritul Cultural” clasa I (7 mai 1981) „pentru rezultatele obținute în îndeplinirea cincinalului 1976–1980, pentru contribuția deosebită adusă la înfăptuirea politicii Partidului Comunist Român de făurire a societății socialiste multilateral dezvoltate în patria noastră, cu prilejul aniversării a 60 de ani de la făurirea Partidului Comunist Român”[9]

## Operă literară
- Mecanicul și alți oameni de azi, schițe, București, 1951 (în colab. cu Fr. Munteanu);
- Povestiri, Editura Tineretului, București, 1955;
- Străinul, Editura Tineretului, București, 1955;
- Setea, Editura de Stat pentru Literatură și Artă, București, 1958;
- Cuba: teritoriu liber al Americii, însemnări, Editura Tineretului, București, 1962;
- Columna, povestire cinematografică, Editura Militară, București, 1968;
- Mihai Viteazul, București: Editura Militară, 1969;
- Moartea lui Ipu, nuvelă, Albatros, București, 1970;
- Puterea și adevărul, piesă în patru acte, București, 1973;
- Judecata, roman cinematografic, Junimea, Iași, 1984 (cuprinde date despre Horia, Cloșca și Crișan);
- Passacaglia, dramă în doua părți, Editura Eminescu, București, 1989;
- Cutia de ghete, Editura Elit Comentator, Ploiești, 1990;
- Cartea de la Gura Zlata, povestiri de pescuit și vânătoare; fragmente autobiografice, Editura Eminescu, București, 1991;
- Râul uitării: aparente povestiri de pescuit și vânătoare, Editura Salut 2000, București, 1994;
- Cartierul Primăverii: cap sau pajură, pref. de Domnița Ștefănescu, Editura Mașina de scris, București, 1998;
- Disciplina dezordinii, roman memorialistic, Mașina de scris, București, 1998.
- Piese jucate (și netipărite): Mircea, Propilee și orhidee, Irozii etc.

Prefețe la volumele: 
- Mihaela Haseganu - "Întrebări pentru examenul de maturitate: [versuri]". Buc., Editura pentru Literatura, 1969;
- Sütó András - "Un leagăn pe cer, pagini de jurnal" (în rom. de Romulus Guga). Buc., Kr., 1972;
- Paul Decei - "Pescuit în ape de munte". Buc., Editura Ceres, 1975 (ghid);
- Matty Aslan - "Să fim serioși". Buc., Editura Politică, 1976 (album de caricaturi);
- Ionel Pop - "O palmă de râu și niște istorii vânătorești". București, Editura Eminescu, 1978;
- Ilarion Ciobanu - "Un far la pensie". Iași, J., 1980 (schițe);
- Temistocle Popa - "Trecea fanfara militară...". Buc., Lit., 1989.
- Gheorghe Colț - "Verdele junglei: exotism și vânătoare între Ecuator și Tropicele African". Buc., Editura Editis, 1994;
- Constantin Rosetti Bălănescu - "Cynegis: prin păduri, câmpii și ape, printre jivine și oameni". Buc., Editura Salut 2000, 2000;

## Filmografie

### Scenarii de filme
- La „Moara cu noroc” (1957) - în colaborare cu Alexandru Struțeanu
- Valurile Dunării (1960) - în colaborare cu Francisc Munteanu
- Furtuna (1960)
- Setea (1961)
- Străinul (1964)
- Pădurea spînzuraților (1965)
- Dacii (1967)
- Columna (1968)
- Mihai Viteazul (1971)
- Atunci i-am condamnat pe toți la moarte (1972)
- Puterea și adevărul (1972)
- Cu mâinile curate (1972) - în colaborare cu Petre Sălcudeanu
- Ultimul cartuș (1973) - în colaborare cu Petre Sălcudeanu
- Conspirația (1973) - în colaborare cu Petre Sălcudeanu
- Departe de Tipperary (1973) - în colaborare cu Petre Sălcudeanu
- Capcana (1974)
- Nemuritorii (1974) - în colaborare cu Sergiu Nicolaescu
- Actorul și sălbaticii (1975)
- Pe aici nu se trece (1975)
- Operațiunea Monstrul (1976)
- Profetul, aurul și ardelenii (1978)
- Artista, dolarii și ardelenii (1980)
- Blestemul pămîntului – Blestemul iubirii (1980)
- Pruncul, petrolul și ardelenii (1981) - autorul ideii care a stat la baza scenariului
- Lumini și umbre serial TV
- Secretul lui Bachus (1984)
- Horea (1984)
- Noi, cei din linia întâi (1986)
- Secretul lui Nemesis (1987)
- Mircea (1989)
- Momentul adevărului (1989)
- Dreptatea (1989)
- Miss Litoral (1991)
- Divorț... din dragoste (1992) - în colaborare cu Mircea Cornișteanu
- Crucea de piatră (1994)